# ケン語
ケン語（チベット文字：ྨཕགལཔམཕ）は、シナ・チベット語族チベット・ビルマ語派に属する言語である。ケンカとも呼ばれる。一方で、ケンカ語と呼ばれることもあるが、ゾンカ語同様に「カ」は「言語」をあらわす。ケンはシェムガン地方の古い地名である。ブータン中南部のシェムガン県、トンサ県、モンガル県で話されている

ブータンの言語分布

。